# سورینوس
پاپ سورینوس (به انگلیسی: Pope Severinus) یکی از پاپ‌های کلیسای کاتولیک رم بود بین سال‌های ۶۳۸ تا ۶۴۰ میلادی پاپ بود.